# ブリタ (小惑星)
ブリタ (1071 Brita)は、小惑星帯に位置する小惑星の1つである。シメイス天文台でウラジーミル・アルビツキーによって発見された。名前はイギリスのグレートブリテン島に由来する。